# 川口塔峰
川口塔峰（Trango Towers）是指位于巴基斯坦北部巴尔蒂斯坦地区喀喇昆仑山脉中的一组山峰，川口塔峰群主要由4座海拔超过6000米的花岗岩山峰组成。最高点为大川口塔峰，海拔6286米，大川口塔峰东侧因有世界上垂直落差最大的悬崖而闻名于世。